# Boqueijón
Boqueijón (oficialmente, en gallego, Boqueixón, desde 1985) es un municipio de la provincia de La Coruña, Galicia, España. Limítrofe a los municipios de Santiago de Compostela, a solo ocho kilómetros de la capital gallega, Vedra, Touro y Villa de Cruces.

Población: 4215 habitantes (INE 2018)

## Geografía
Integrado en la comarca de Santiago, se sitúa a 78 kilómetros de la capital provincial y a 16 kilómetros por carretera de Santiago de Compostela. El término municipal está atravesado por la carretera N-525 entre los pK 327 y 331, además de por numerosas carreteras locales que comunican las parroquias. 
El relieve del municipio está configurado por una sucesión de valles y colinas que descienden hacia el río Ulla, que hace de límite con la provincia de Pontevedra. Su topografía se caracteriza por su suavidad, rompiendo esta tendencia en algunos sectores con formas más abruptas y escarpadas. Esto sucede en la colina del castillo, o en el sur con el pico Sacro (532 metros). La altitud oscila entre los 532 metros y los 55 metros a orillas del río Ulla. La sede del concello (O Forte) se alza a 305 metros sobre el nivel del mar. 
La red hidrográfica se basa en pequeños ríos que cumplen las funciones de abastecimiento a los núcleos de población próximos. Destacan el Freixido, río Carballas, río do Pontillón y el río Quintas, que son los principales afluentes del Ullá. El resto de la red la componen los regatos que enlazan con los anteriores.
| Noroeste: Santiago de Compostela      | Norte: Santiago de Compostela                       | Noreste: El Pino y Touro              |
| Oeste: Santiago de Compostela y Vedra |                                                     | Este: Touro                           |
| Suroeste: Vedra                       | Sur: La Estrada (Pontevedra) y Silleda (Pontevedra) | Sureste: Villa de Cruces (Pontevedra) |

## Organización territorial
El municipio está formado por ciento tres entidades de población distribuidas en catorce parroquias:
- Boqueijón[2]
- Codeso (Santa Eulalia)[6][7]
- Donas (San Pedro)
- Gastrar (Santa Marina)[6]
- Granja[2]
- Lamas (Santa María)
- Ledesma (San Salvador)
- Lestedo (Santa María)
- Loureda (San Pedro)
- Oural (Santa María)
- Pousada (San Lorenzo)[6]
- Sergude (San Breixo)
- Sub-Cira[2] (Santa Mariña)[7]
- Vigo (Santa Eulalia)[7]

## Geografía humana

### Demografía
Cuenta con una población de 4200 habitantes (INE 2024).
| Gráfica de evolución demográfica de Boqueijón entre 1842 y 2021 |
| |
| Población de derecho según los censos de población del INE Población de hecho según los censos de población del INEEn estos censos se denominaba Boqueijón: 1842, 1857, 1860, 1877, 1887, 1897, 1900, 1910, 1920, 1930, 1940, 1950, 1960, 1970 y 1981 |

## Transporte
Parte del aeropuerto de Santiago de Compostela se sitúa en este municipio.